# Nova Plàstica Mallorquina

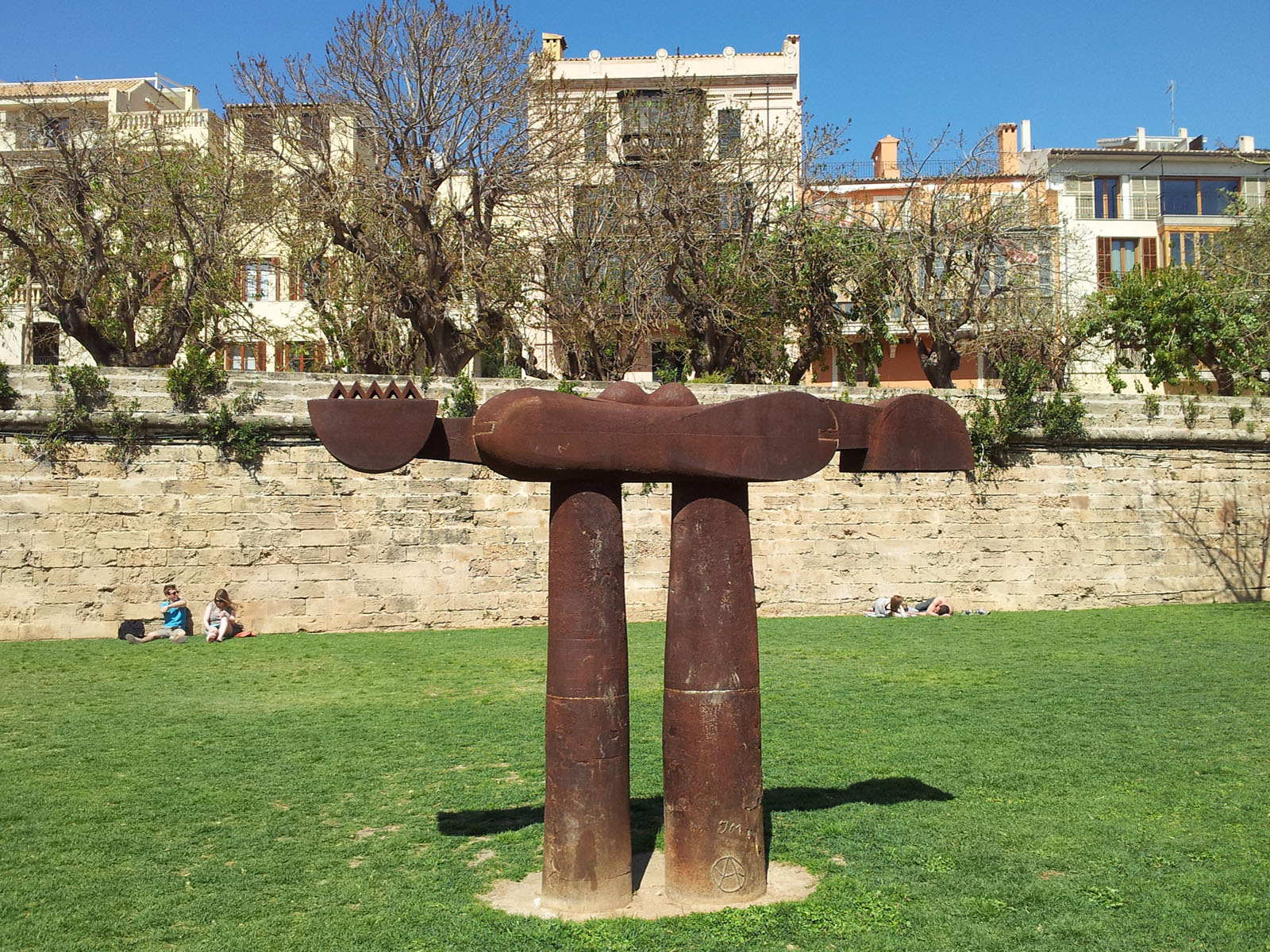
Porta-tòtem d'Alfons Sard (1991). Escultura en ferro al Parc de la Mar de Palma.

La Nova Plàstica Mallorquina fou un moviment artístic dels anys 70 i 80 del segle XX que tengué lloc Mallorca. Els objectius eren rompre amb el paisatgisme dominant, l'ús dels llenguatges d'avantguarda, el qüestionament crític dels circuits convencionals d'exhibició de la producció artística, la reflexió teòrica sobra la pràctica artística i la seva catalanització lingüística.
El circuit de l’art en la Mallorca de finals del franquisme estava controlat pels representants de l’oficialisme estètic i ideològic. Artistes, crítics i periodistes culturals, i responsables dels salons i dels concursos complien el seu paper, i entre tots preservaven el seu poder i es repartien les prebendes, tant econòmiques com egolàtriques. Els artistes premiats en els concursos i els certàmens oficials, i després valorats per la crítica de la premsa convencional de l’època, eren els que, amb més o menys destresa tècnica, perpetuaven un model estètic i intel·lectual caduc. Eren postimpressionistes que insistien a representar els típics paisatges mallorquins –les muntanyes de la Serra de Tramuntana, les cales, les oliveres entortolligades, els ametllers en flor– que durant el primer terç del segle XX havien posat de moda els representants més insignes de l’Escola de Pollença: Hermen Anglada i Camarasa (1871–1959), Titto Cittadini (1886–1960), Dionís Bennàssar (1904–1967)… Aquests models eren copiats d’una manera vulgar, esclerotitzada, decandida, sense la gràcia formal ni la desimboltura cromàtica dels seus predecessors.

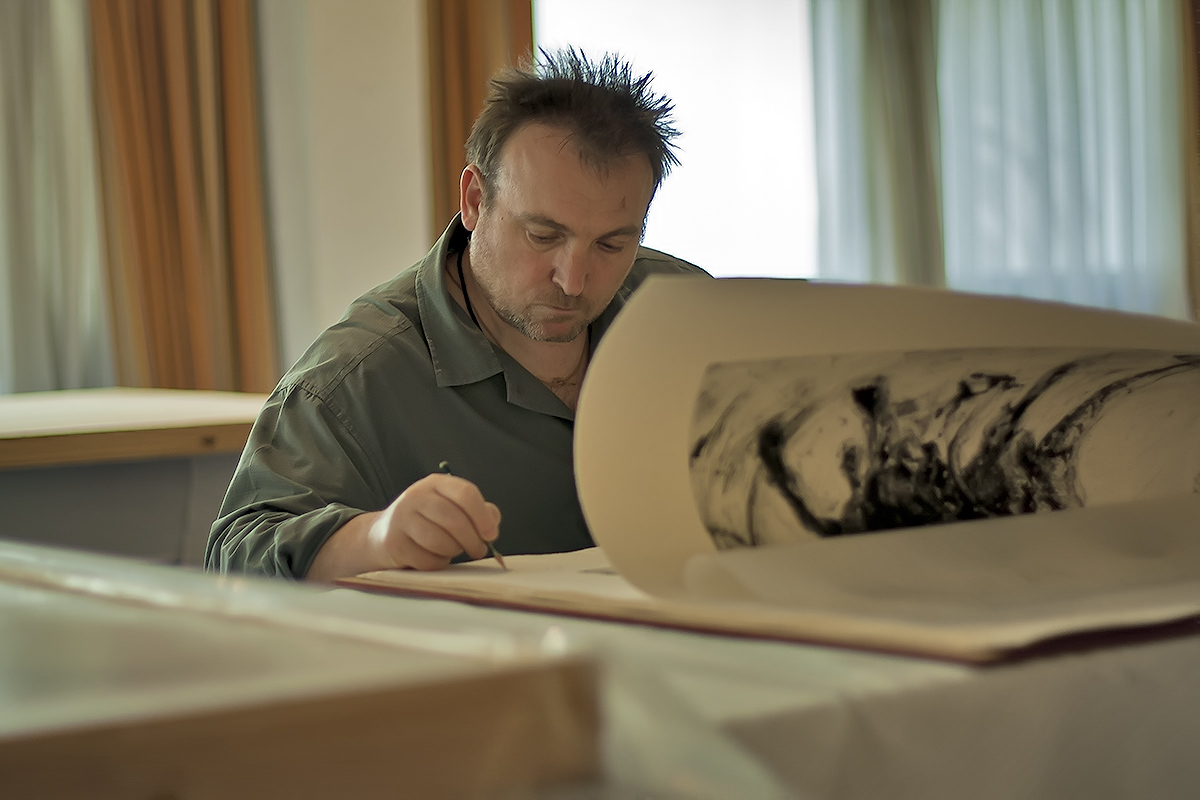
Miquel Barceló Artigues (2011)

Davant d’aquell panorama els joves artistes mallorquins optaren per enfrontar-s'hi. Eren joves formats majoritàriament a Barcelona, imbuïts de l'esperit, els gustos i l’actitud de la contracultura, que pretenien crear en llibertat i contribuir a homologar l’art que es feia a l’illa amb el que es feia en els espais més avançats de l’art occidental. El moviment que crearen estava format per una vintena de creadors. Fou un moviment ple de ramificacions, plural, que tocà totes les tecles. Treballaren en diferents col·lectius –Criada 74, Taller Llunàtic…– destacant Gerard Matas (1945–2016), Andreu Terrades i Moragues (1947), Steva Terrades i Moragues (1947), Bartomeu Cabot Perelló (1949), Miquel Àngel Femenias Gamundí (1949), Vicenç Torres Costa (1950), Joan Palou González (1953), Mercedes Laguens García (1953), Alfons Sard Sánchez (1954) i Miquel Barceló Artigues (1957). També hi ha artistes que no formaren part de cap col·lectiu, però que a la seva manera contribuïren a la renovació plàstica del país, com ara Ramon Canet i Font (1950).
En part perquè l’època ho propiciava, en part perquè tot estava per fer i en part perquè eren una tropa d’artistes d’una curiositat agosarada i polivalent, la majoria dels membres de la Nova Plàstica Mallorquina conrearen tota mena de disciplines i de formes artístiques: pintura, escultura, happenings, performances, Mail Art, assemblatges, poesia visual… Donaren a conèixer les seves obres i ideari en publicacions periòdiques com Neon de Suro (1975–1982) o Correu de son Coc (1979–1992). De vegades ho feren des de la seva individualitat irreductible, però de vegades en grup, o per parelles, dissolent el concepte d’autoria, reivindicant una manera comunal de fer les coses i de participar del món. Sempre amb el mateix objectiu: rebentar les costures ridícules, però opressives, de l’art oficial, posar en evidència l’anacronisme dels criteris imperants i demostrar que s’estaven acostant uns nous temps i que la lluita per la llibertat i per la democràcia –contra la dictadura de Franco– requeria una lluita paral·lela en contra de la dictadura d’un circuit artístic putrefacte, regit per personatges petulants, obtusos i rancis.